# Okres Ullanlinna
Okres Ullanlinna, finsky Ullanlinnan peruspiiri a švédsky Ulrikasborgs distrikt, je pobřežním a ostrovním okresem Jižního hlavního obvodu hlavního města Helsinky v provincii Uusimaa ve Finsku.

## Členění okresu Ullanlinna
Okres Ullanlinna se dělí na 8 městských čtvrtí:
| Název čtvrti    | Číselné značení čtvrti |
| --------------- | ---------------------- |
| Kaartinkaupunki | 030                    |
| Punavuori       | 050                    |
| Eira            | 060                    |
| Ullanlinna      | 070                    |
| Kaivopuisto     | 090                    |
| Hernesaari      | 204                    |
| Suomenlinna     | 520                    |
| Länsisaaret     | 531                    |

## Galerie

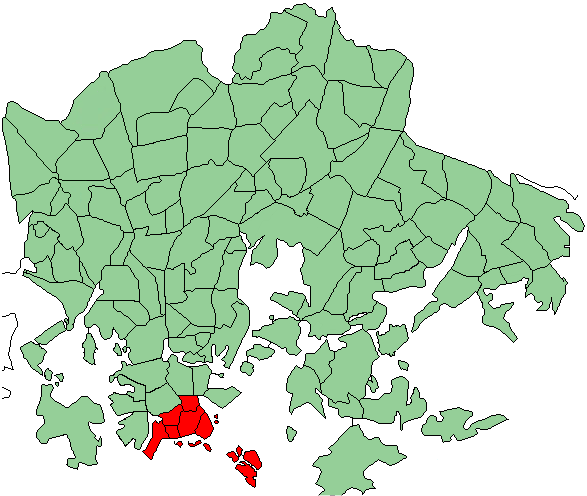
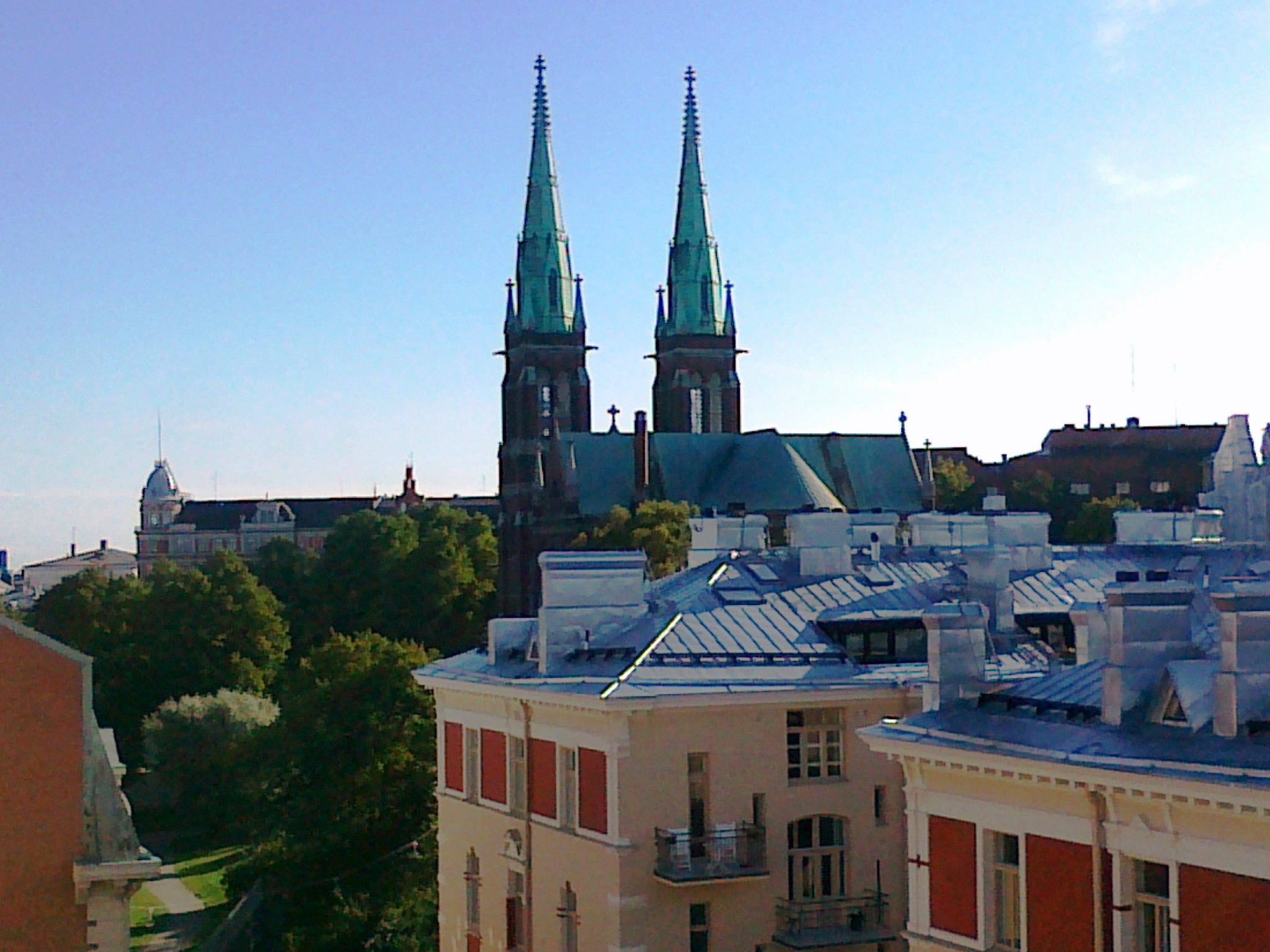
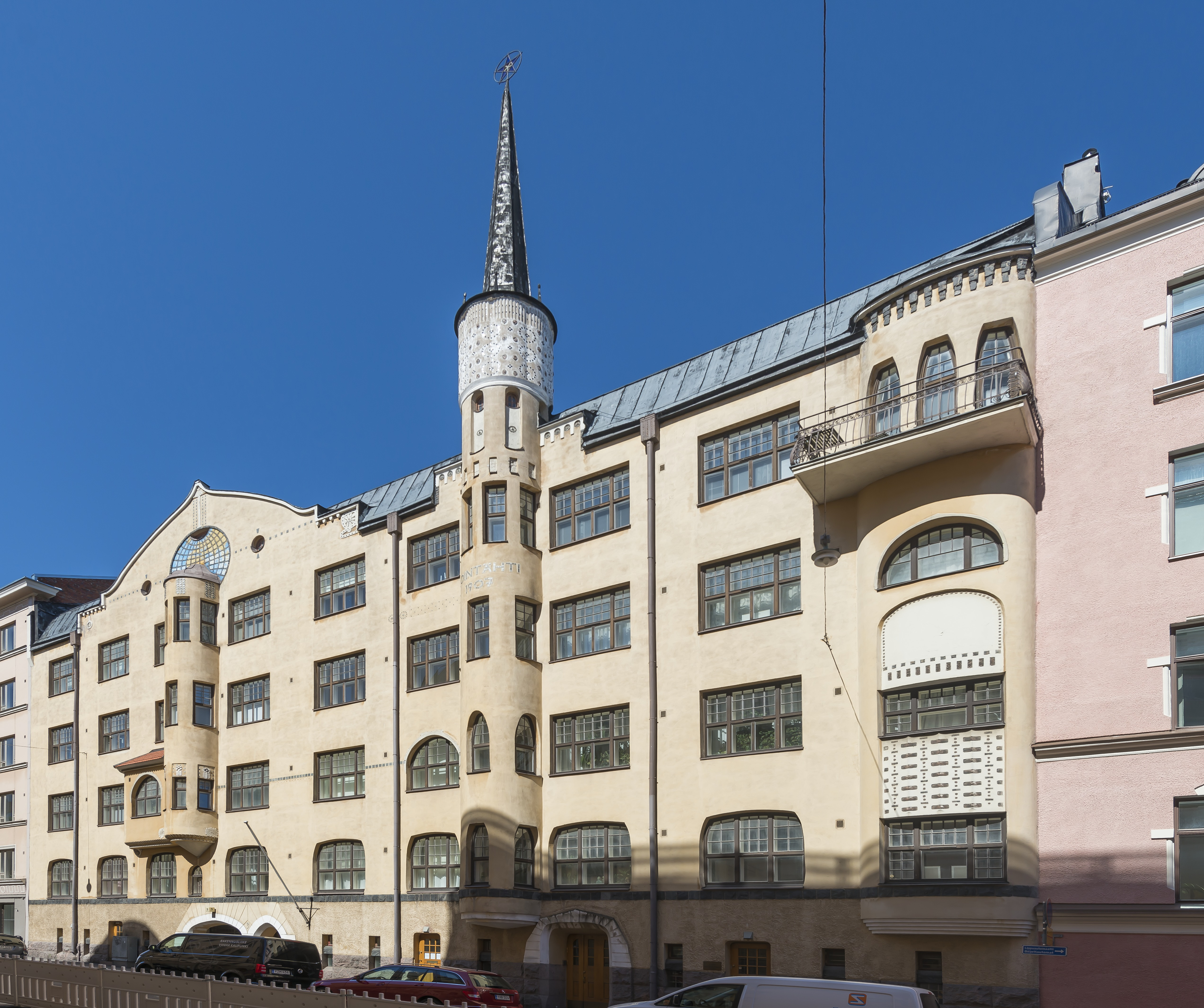
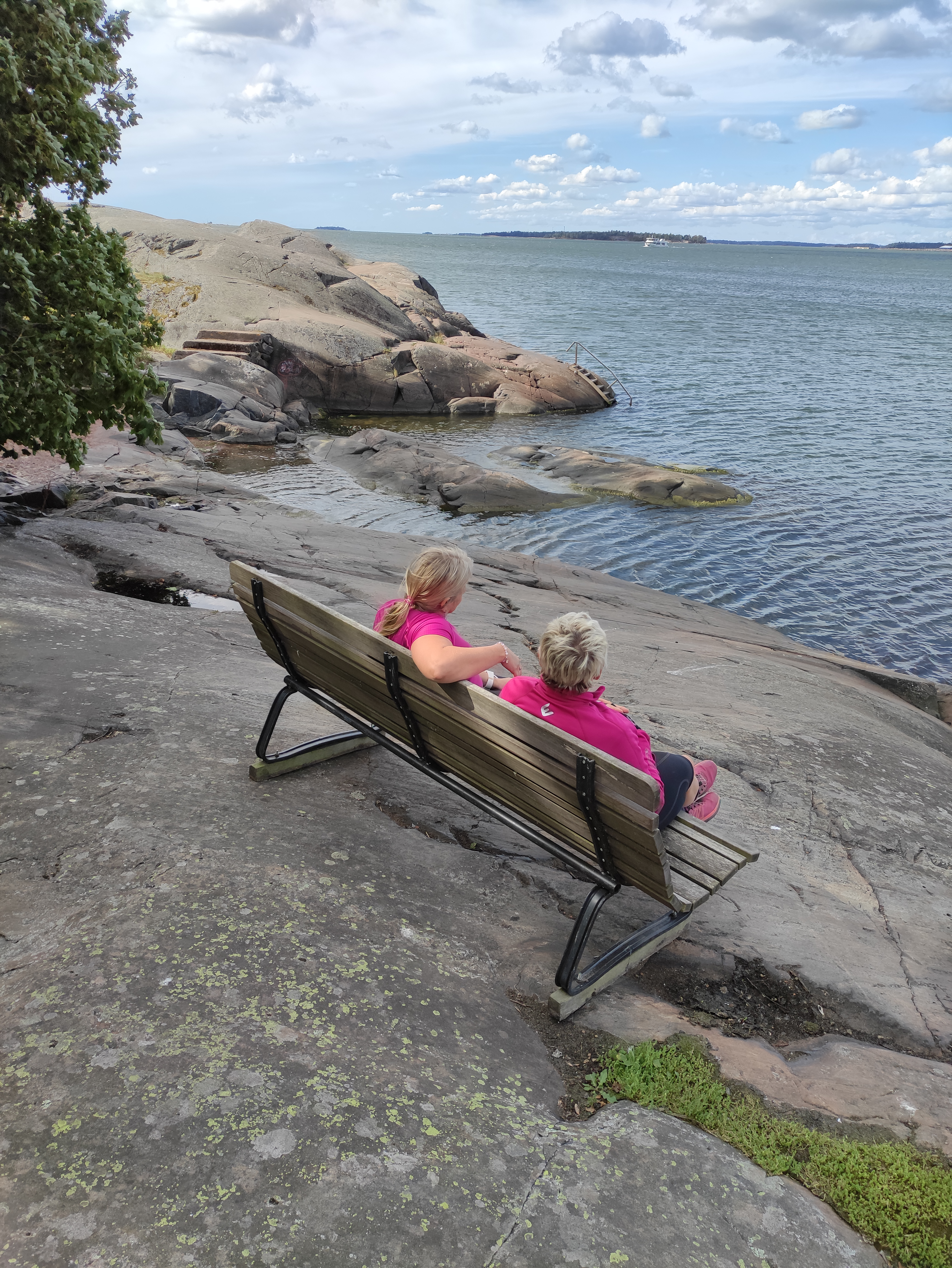
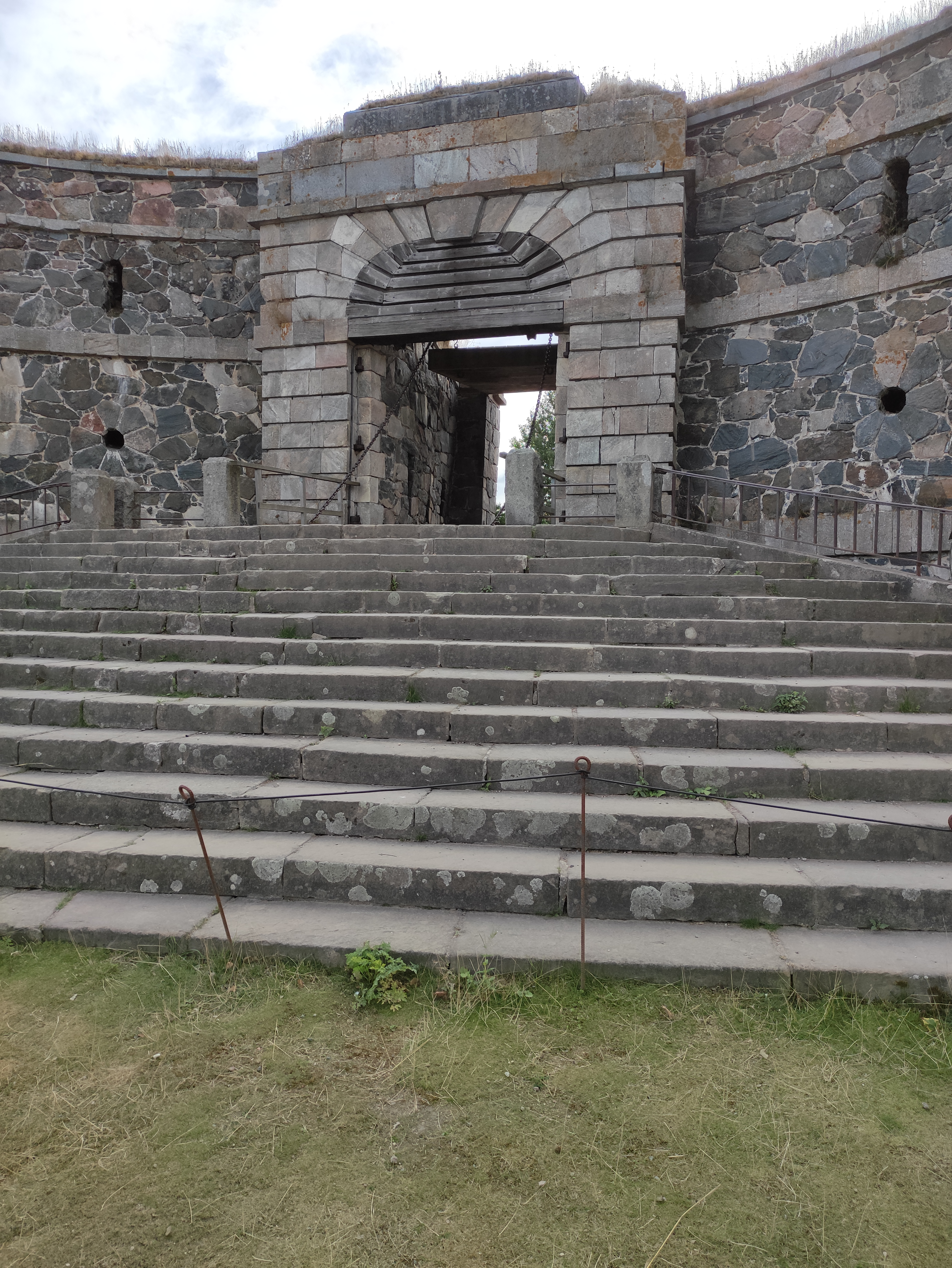
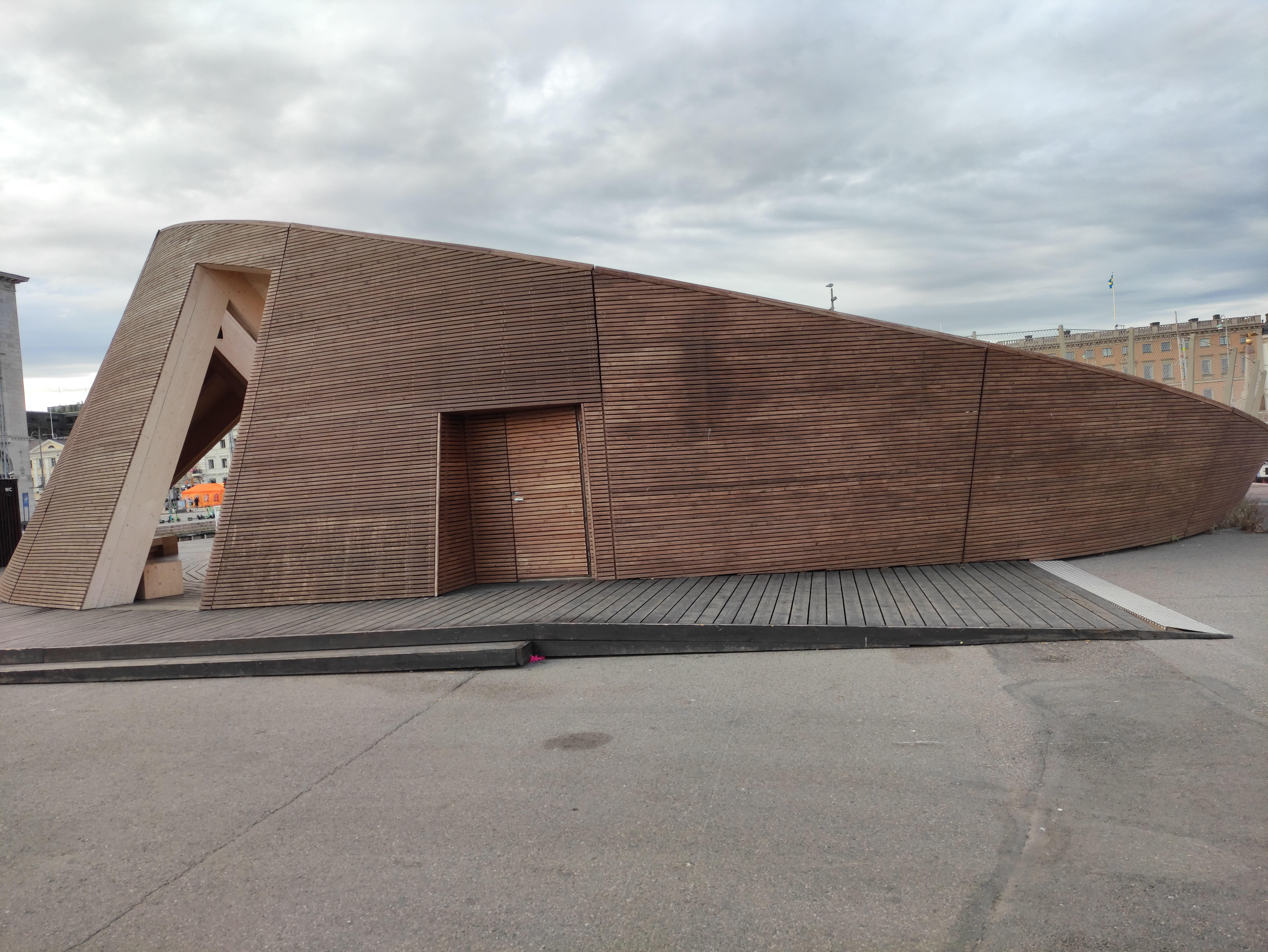
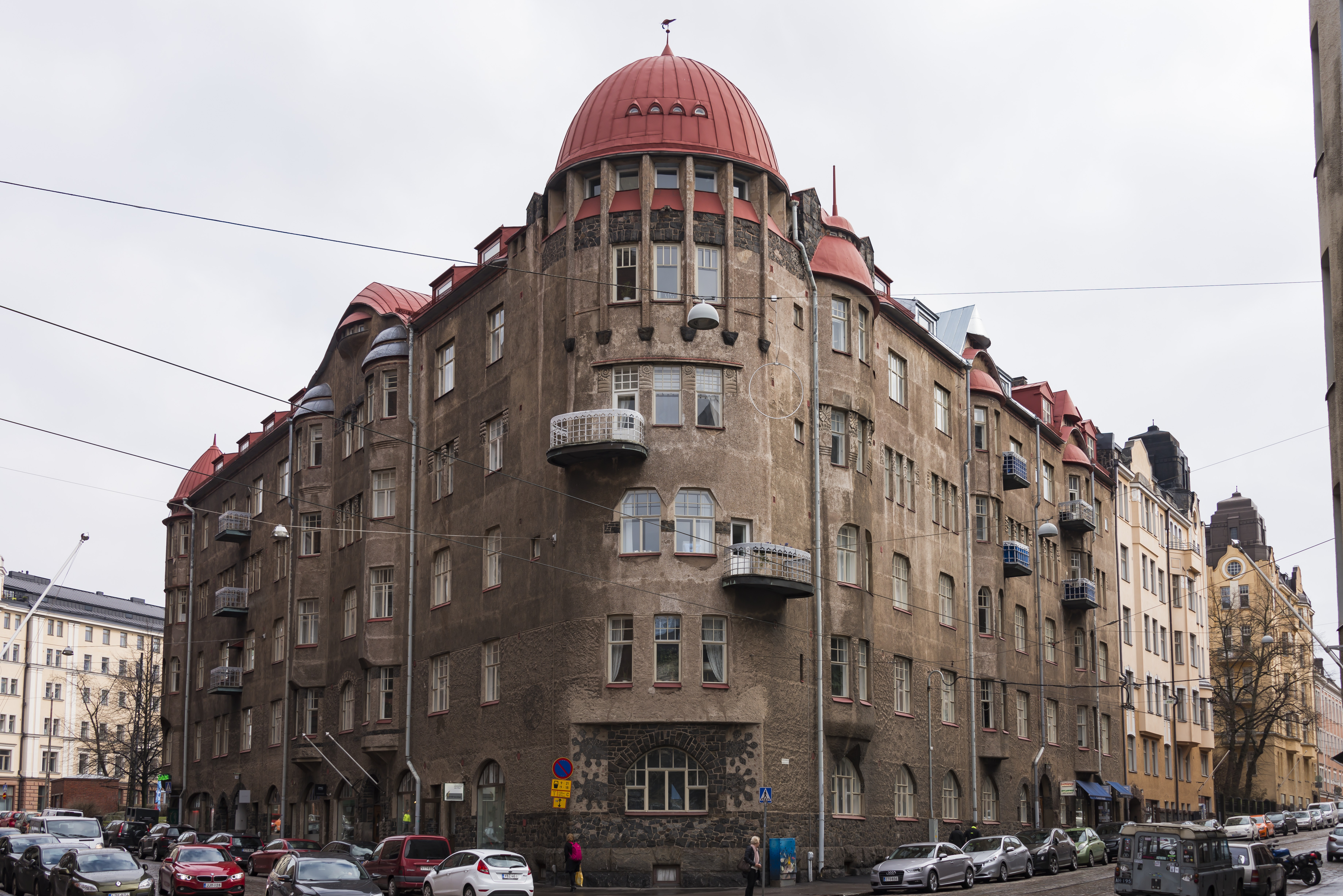
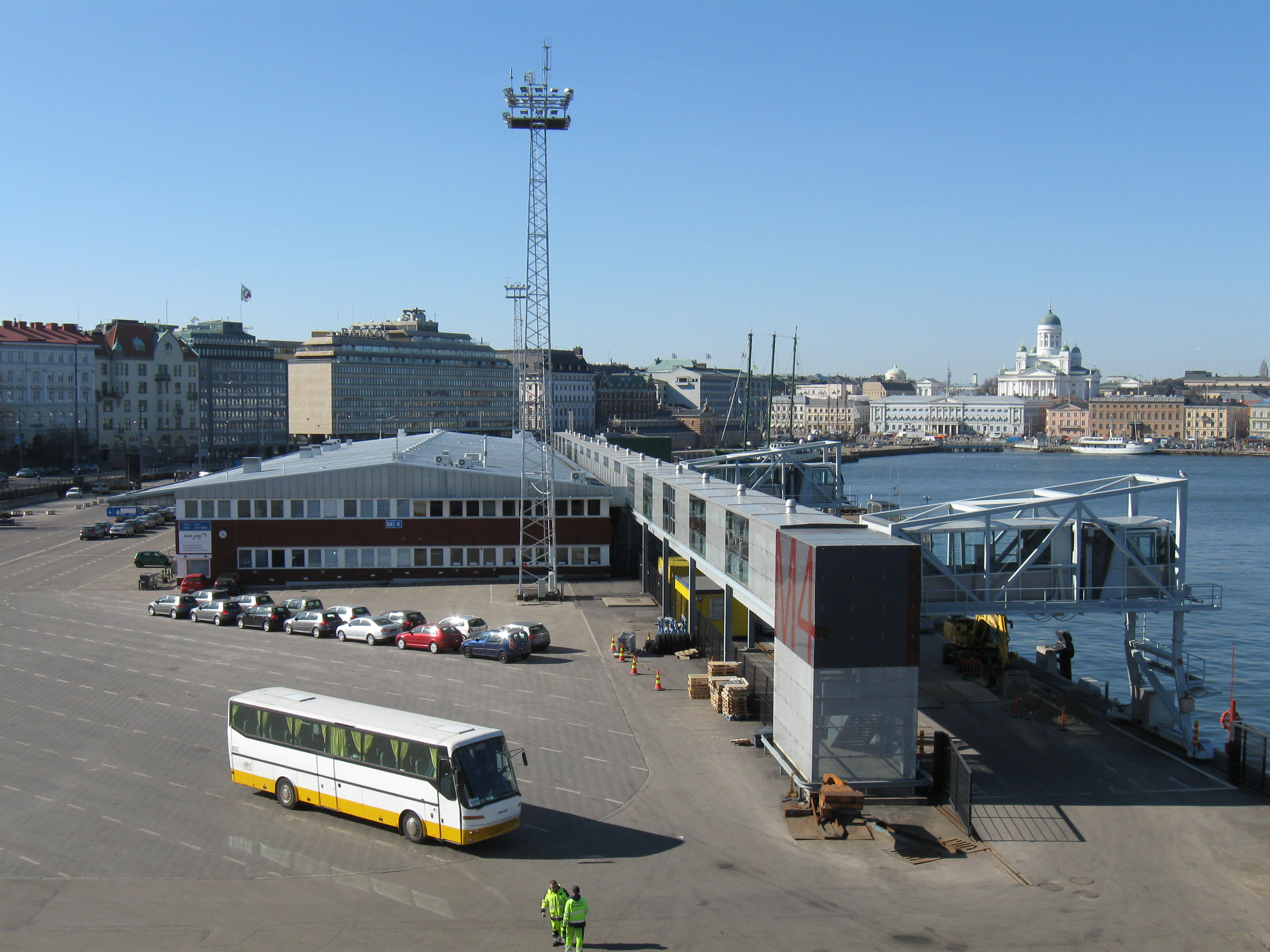